# Integritas

Integritas je list za sve Hrvate u domovini i iseljeništu. Prvi broj izašao je siječnja 2018. godine. Izdavači su najavili da će obrađivati aktualne teme iz područja politike, hrvatskog društva kao i izvandomovinske Hrvatske. Naziv je odabran je govori da je riječ o izdanju koje će interes prije svega usmjeravati na problematiku borbe za jedinstveno hrvatsko biće u Domovini, izvandomovinskoj Hrvatskoj i Bosni i Hercegovini. Izdavačkom projektu doprinijele su udruge Zdrug državotvornih snaga ZDS i Glas hrvatske dijaspore GHD. U svezi je s hrvatskim političkim portalom zdrug.hr.
List je dostupan u tiskanom i elektronskom obliku.

## Vanjske poveznice
- 1. broj Integritasa  Arhivirana inačica izvorne stranice od 2. veljače 2018. (Wayback Machine), zdrug.hr (pdf)